# 10670 Seminozhenko
10670 Seminozhenko este un asteroid din centura principală de asteroizi.

## Descriere
10670 Seminozhenko este un asteroid din centura principală de asteroizi. A fost descoperit pe 14 august 1977 la Observatorul de Astrofizică din Crimeea de Nikolai Cernîh. Asteroidul prezintă o orbită caracterizată de o semiaxă mare de 2,75 ua, o excentricitate de 0,10 și o înclinație de 5,0° în raport cu ecliptica.